# Tykövik
Tykövik (finska: Teijonselkä) är en fjärd i Finland. Den ligger i landskapet Egentliga Finland, i den södra delen av landet, 110 km väster om huvudstaden Helsingfors.
Tykövik ligger mellan Angelniemi och Kimitoön i nordväst och fastlandet vid Tykö i sydöst. Fjärden ansluter till Kirjakkalanselkä i nordöst och Hummelfjärden via Matildedalinsalmi i sydväst. Ön Isoholma ligger mitt i fjärden.